# Mílétská škola
Mílétská filozofická škola, spadající do rámce tzv. předsókratovské filozofie, získala svůj název podle města Milétu v Malé Asii (dnes Turecko). Původně kárská, později iónská osada od 8. století př. n. l. rychle bohatla obchodem, který těžil z výhodné polohy na předělu mezi Evropou a Asií. V 6. století př. n. l. byl Milét dokonce největším řeckým městem a mateřskou polis několika desítek kolonií.
V prostředí, kde se obchodně i kulturně stýkal Východ a Západ, byly ideální podmínky pro vznik nové myšlenkové syntézy – zdejší myslitelé, tzv. iónští přírodní filozofové, dokázali využít matematických a geometrických znalostí Babylóňanů a dalších národů Předního východu, přitom je pozvednout na vyšší úroveň oproštěním od náboženského pozadí a dále rozpracovat. Tito filozofové svými důsledně racionalistickými postupy (uplatňovanými i v úvahách týkajících se nebeských záležitostí) položili základ řeckému myšlení a tím také moderní vědě. Na jejich učení navázal celý další vývoj antické řecké filosofie a přírodovědy.
Je zajímavým faktem, že skvělé výkony řeckého myšlení mají svůj počátek mimo vlastní (pevninské) Řecko, v prostředí „stýkání a potýkání se“ s barbary, na něž se Řekové dívali s despektem, ba dokonce se tento rozvoj prvotní vědy časově překrýval s nadvládou tolik kritizovaných autokratických říší Lýdie a poté Persie.

## Představitelé
Nejznámější jsou:
- Thalés
- Anaximandros
- Anaximenés

Tito filosofové měli společné základní východisko: snažili se najít pralátku (ἀρχή, arché), která je základem světa a s jejíž pomocí lze vysvětlit přírodní jevy. Každý ji spatřoval v něčem jiném: Thálés – voda, Anaximandros – „apeiron“, Anaximenés – vzduch.

### Thalés z Mílétu (624–545 př. n. l.)
Byl hlavním zakladatelem mílétské školy. Učil, že základem a počátkem všeho je voda. Vodu si vybral snad proto, že je velmi proměnlivá (tekutina, pára, sníh, led), možná také, jakožto obyvatel přístavního města, chápal z každodenní zkušenosti moře jako velkou životadárnou sílu. Nešlo ovšem o běžnou vodu, se kterou se denně setkáváme jako s fyzikálním jevem, ale o živoucí základ všech jevů, který je obdařen božskou silou. (Není Bůh a hmota, ale božská hmota – voda.) Proto mohl říci, že „svět je plný bohů“. Podle Thaléta je země plochou deskou ležící na hladině světového oceánu a v důsledku jeho vlnobití vzniká zemětřesení. Toto jeho vysvětlení byl na tehdejší dobu pokrok, protože se snažil vysvětlit fyzikální jevy přírody samé. V tomto smyslu jde vlastně o první vědeckou hypotézu.
Dovedl také předpovědět a vyložit zatmění Slunce, vypočítat výšku pyramid podle jejich stínu, dal vzniknout řecké matematice a astronomii. Byla po něm nazvána Thaletova věta a Thaletova kružnice (jež je součástí konstrukce této věty).

### Anaximandros z Mílétu (610–546 př. n. l.)
Thalétův žák je považován za nejvýznamnějšího myslitele mílétské školy. Nakreslil první zeměpisnou mapu (proto byl o tři století později slavným Eratosthenem označen za otce řeckého vědeckého zeměpisu), sestrojil nebeský glóbus, zavedl v řeckém prostředí sluneční hodiny, pokusil se i vyložit vznik nebeských těles otáčivým pohybem a odstředivou silou. Jeho spis Peri fysios, dochovaný jen ve zlomcích, byl prvním řeckým filosofickým dílem. Hledal v něm ještě základnější původ všeho, co existuje. Všímal si proměnlivosti věcí, jejich vzniku a zániku a ptal se, odkud věci pocházejí a kam mizí. Podle Anaximandra je pralátkou, z níž vznikl svět, cosi „nekonečné a neomezené“, nesmrtelné a bez zániku, jež objímá svět a řídí všechno. Tento základ všeho existujícího byl Anaximandrovými vykladači později nazván ἄπειρον, apeiron („nemající hranic“). Z pralátky se vylučuje teplo a chladno, odtud také pochází veškerý pohyb, když se tyto dva stavy neustále pokoušejí o vyrovnání. Apeiron sám o sobě je našim smyslům nepřístupný, neboť smyslově můžeme vnímat pouze věci – tvary. Věci, které vyvstávají z této pralátky, ba celý náš svět, nejsou trvalé. Anaximandros totiž chápal vznik věcí jako pokus o omezení bezmezného apeironu, jako provinění se, po němž musí následovat trest v podobě rozplynutí se všeho v bezmeznu. Anaximandrův apeiron je již velmi abstraktní pojem a snad první filozofický termín, jehož síla a nosnost zůstaly dodnes uchovány.
Pozoruhodné je také jeho vysvětlení vzniku života: první živočichové vznikli z vlhkosti vypařované Sluncem z moře a byli obklopeni kůrou s ostny a podobní rybám. Po několika generacích tito tvorové vystoupili na souš, praskli a vystoupili z nich lidé mužského i ženského rodu, jejichž zárodky se v nitru těchto ryb mezitím vyvíjely. To jsou spekulativní základy mnohem pozdější Kantovy-Laplaceovy teorie o vzniku světa a Lamarckovy teorie o vývoji živočišstva. Někteří proto Anaximandra dokonce zvou „Darwinem starověku“.

### Anaximenés (585–525 př. n. l.)
Tento iónský přírodní filosof stejně jako Anaximandros (za jehož žáka je považován) napsal dílo o přírodě. Titul není znám, z díla se dochovaly jen zlomky. Za pralátku, z níž vznikl svět, považoval vzduch. Zřeďováním vzduchu vznikl oheň, zhušťováním voda. Vzduch je totožný s duší, s větrem ovládají vše. Slunce, Měsíc a hvězdy povstaly také zřeďováním ze vzduchu a stoupaly do výše jako oheň. Principem dění je také oteplování a ochlazování. Vzduch si vybral zřejmě nejen proto, že je ze všech látek nejméně postižitelný, ale i proto, že souvisí s dýcháním – je tedy živoucí. Více než základním filozofickým otázkám se věnoval problematice fyzikální a zkoumal, jak tento svět funguje. Domníval se například, že hvězdy jsou na ledové obloze připevněny jako hřeby a že Měsíc má své světlo od Slunce, které se rozžhavilo prudkým pohybem.